# Okinawepipona kogimai
Okinawepipona kogimai är en stekelart som beskrevs av Giordani Soika 1986. Okinawepipona kogimai ingår i släktet Okinawepipona och familjen Eumenidae.

## Underarter
Arten delas in i följande underarter:
- O. k. nagasei
- O. k. taiwana